# چانگان سی‌اس۸۵
چانگان سی اس ۸۵ یک کراس‌اوور اندازه متوسط است که توسط چانگان اتومبیل از سال ۲۰۱۹ در چین تولید می‌شود.

## بررسی اجمالی

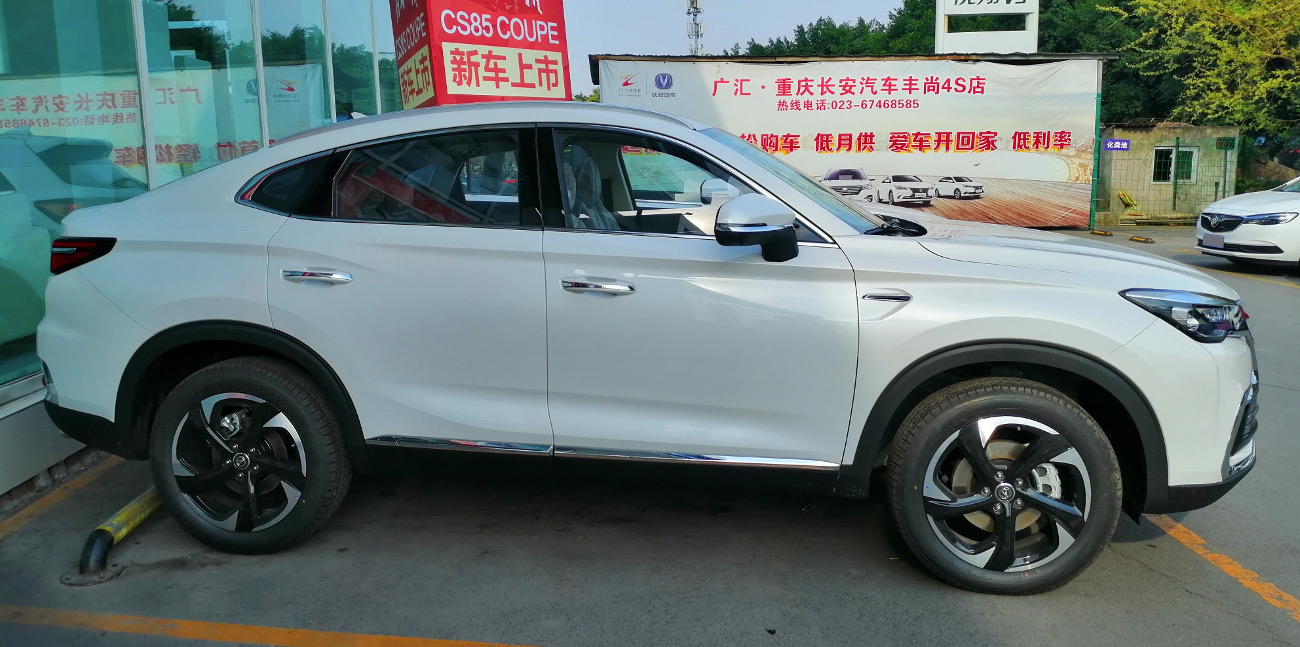
چانگان سی‌اس۸۵ کوپه (سمت)

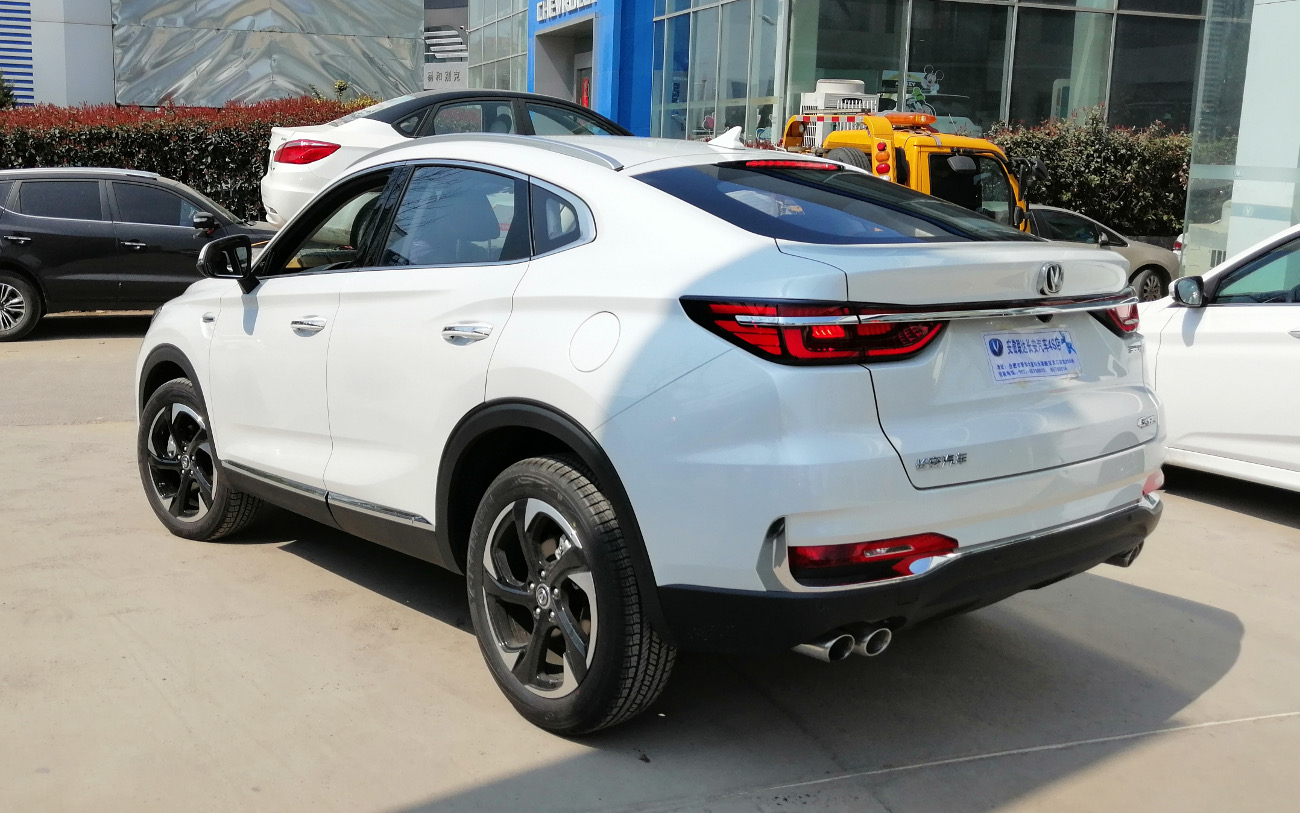
چانگان سی‌اس۸۵ کوپه (عقب)

چانگان سی اس۸۵ در نمایشگاه اتومبیل گوانگژو ۲۰۱۹ به نمایش درآمد و از مارس ۲۰۱۹ در چین عرضه شد.
این خودرو در رده کراس‌اوور اندازه متوسط قرار دارد که یکی از بزرگترین محصولات چانگان می‌باشد و دامنه قیمت این خودرو از ۱۳۶٬۹۰۰ یوان تا ۱۶۹٬۹۰۰ یوان است.

سی اس ۸۵ در یک نمونه پنج نفره در دسترس است و مجهز به یک توربو ۲٫۰ لیتری با ۲۳۳ اسب بخار (۱۷۴ کیلووات) و ۳۶۰ نیوتن متر (۲۶۶ پوند نیرو-فوت) گشتاور تولید می‌کند. بعداً یک موتور ۱٫۵ لیتری توربو اضافه شد. تنها گیربکس موجود ۸ سرعته اتوماتیک است.